# Odd Fellow ordens gradgivningar och ritualer

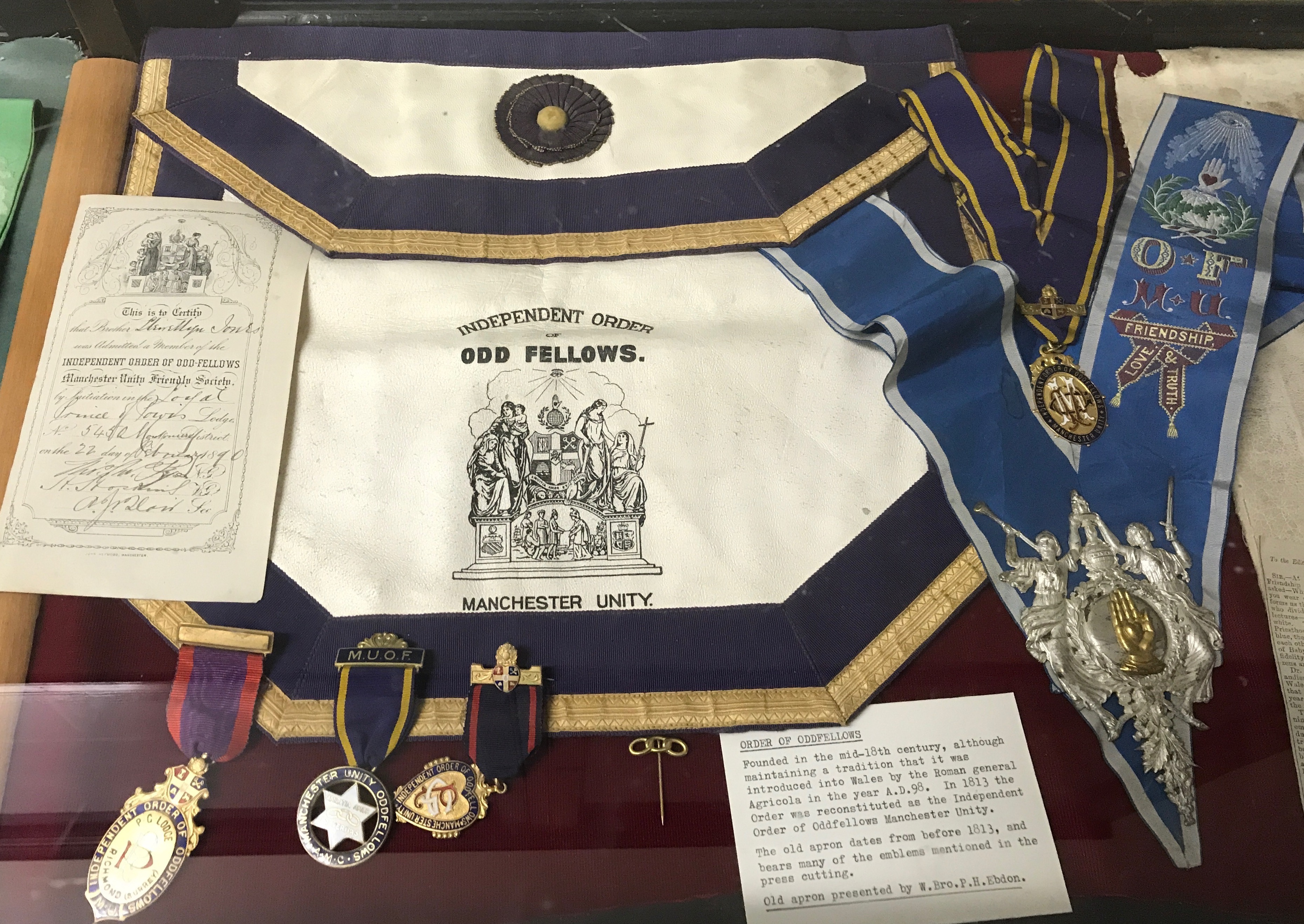
Odd Fellows så kallade regalier, att brukas och tilldelas vid gradgivningar och ritualer.

Odd Fellow Ordens gradgivningar och ritualer sker dels i logerna, som har hand om invigningsgraden, dels i första, andra och tredje logegraderna. Medlem som innehaft tredje logegraden i en viss tid kan sedan fortsätta i läger, där ytterligare tre grader ges. 
Varje grad har en egen ritual som genom symbolik och skådespel ingående förklarar och beskriver gradens och ordens bud, tankar samt grundsatser. Innehållet i varje grad ska vara hemligt för utomstående samt för medlemmar av lägre grader.
Varje grad har en speciell regalie med symbolisk innebörd och som bärs vid mötena. I många länder erhåller en medlem som upptagits i ordens högsta grad en speciell ordensring att sätta på fingret; denna bärs även offentligt.

## Grader
Logegrader
- Invigningsgraden
- Vänskapens grad
- Kärlekens grad
- Sanningens grad

Lägergrader
- Patriarkgraden (Trons grad)

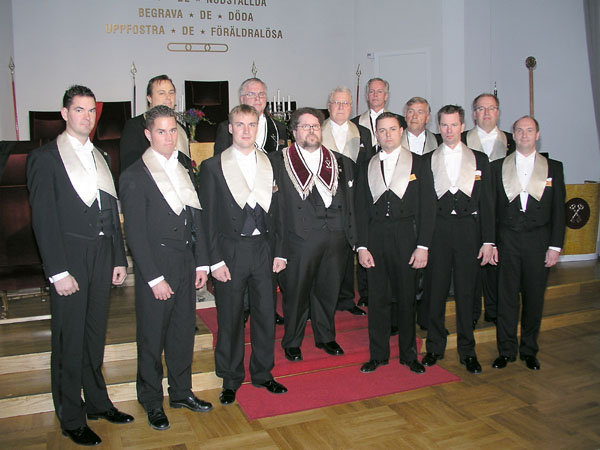
Recipienter iförda invigningsgradens vita regalie.

- Gyllene regelns grad (Hoppets grad)
- Den Kungliga Purpurgraden (Barmhärtighetens grad)

Särskilda grader
- Patriarchs Militant
- Storlogegraden, som erhålls av alla medlemmar som väljs in i storloge
- Ex-övermästargraden, som erhålls av alla som blir ex-övermästare ("Past Grand")
- Europeiska Storlogegraden (även känd som "Vishetens Grad"), som erhålls av alla som blir upptagna i den europeiska storlogen

Utöver gradgivningarna förekommer också ritualer för andra högtidligheter, bland annat ämbetsmannainstallationer, parentation för avlidna medlemmar, minneshögtider, veteranutnämningar, logeinvigningar, jubileer och ordens högtidsdag.

### Invigning
Invigningen sker genom att kandidaten först får skriva på en ansökan där man försäkrar att man tror på ett högre väsen, att man aldrig kommer att avslöja något som sker i logen för någon utomstående och att man aldrig kommer att driva sak mot Odd Fellows i domstol. Sedan öppnar logen med en omständlig ritual där ämbetsmännen går igenom sina uppgifter och scenen för invigning förbereds. Scenen ska uppvisa dödens närvaro och livets förgänglighet och gestaltas oftast med en likkista, ett skelett, en lie eller dylika symboler för döden. Kandidaten leds in försedd med ögonbindel. Sedan spelas en längre scen upp av äldre bröder på temat att man i Odd Fellows kan utvecklas som människa och få ett rikare liv än vad det blinda, fåfänga livet medger. Kandidaten beläggs med kedjor och får förklarat för sig att anledningen till detta är symbolisk, och att kandidatens resa mot större andlig frihet nu ska inledas. Bröderna kan gå i procession genom logesalen och en gong-gong eller dyster musik spelas. Kandidaten befrias sedan från ögonbindeln och kedjorna och får avlägga en ed på sin ära att vara lojal med bröderna i Orden, att lyda Ordens lagar och ledare, att aldrig avslöja de ritualer, tecken eller lösenord som Orden har och får sedan lära sig de första lösenorden och tecknen. Eden svärs vid löftesaltaret där de för graden relevanta symbolerna exponeras. Invigningsgradens lösenord är "Fides" vilket betyder trofast. Årets lösen ändras varje år. De hemliga tecknen är att man viker in tummen på höger hand mot handflatan, sedan för man de fyra fingrarna mot munnen som tecken på tystnadslöftet, Sedan viker man in alla fingarna utom pekfingret och pekar mot yttre ögonvrån på högra ögat, som tecken på att man är medveten om att det allseende ögat alltid ser allt, och sedan släpper man ner armen i en gest med handflatan utåt och tummen parallellt med handen i tecknet för broderskap. Dessa tecken upprepas sedan varje gång en broder lämnar ordenssalen. Ritualen avslutas med att den nya brodern får ta sig tillbaka in i ordenssalen med hjälp av lösenord och tecken. Yttre dörren öppnas efter en knackning, inre dörren efter tre.

### Vänskapens grad
Denna grad genomförs genom en ritual som inte innehåller några ögonbindlar eller kedjor. Kandidaten får se tablåer där berättelsen om Saul, David och Jonathan spelas upp som exempel på en självuppoffrande vänskap som uthärdar svårigheter och härdas. Gradens symboler är pilbågen, pilkogret och knippet, samtliga hämtade från den bibliska berättelsen om David och Jonatan. Lösenordet för graden är "Koger". Gradernas lösenord levereras till hälften, alltså "Ko" och kompletteras på begäran.  Kandidaten får åter avlägga en ed som innehåller ett tysthetslöfte, samt ett löfte om att hjälpa bröder och bevara dem från fara och förtal. Det hemliga tecknet för Vänskapens grad är att vika in tummen under handen och sedan föra handen över pannan, från att höger tumme är vid vänster tinning tills den är vid höger tinning. 

### Kärlekens grad
Ritualen vid invigning till Kärlekens grad bygger på berättelsen om den barmhärtige samariten, dock i omarbetad form där Nya Testamentets budskap uteslutits och Kristus som berättare raderats. Tablåerna spelas upp av bröderna i dräkter som ska föreställa bibliska och enligt golvscheman som visar hur scenen ska prepareras. Många ordenssalar är försedda med till exempel inbyggda stjärnhimlar för dramatisk effekt. I denna ritual används åter ögonbindel på kandidaten. Kandidaten och hans ledsagare stannar framför Övermästaren. Där överfalls ledsagaren av bröder utklädda till rånare. Scenen spelas sedan upp med den barmhärtige samariten som räddare, som hjälper den överfallne och betalar för hans vård och härbärge. Kandidaten får en lektion i hur detta avspeglar broderlig kärlek och att vi ödmjukt ska ta emot den även från oväntat håll. Lösenordet för denna grad är "Moses" Symboler är t.ex. handen med hjärtat, yxan och ormen. 

### Sanningens grad

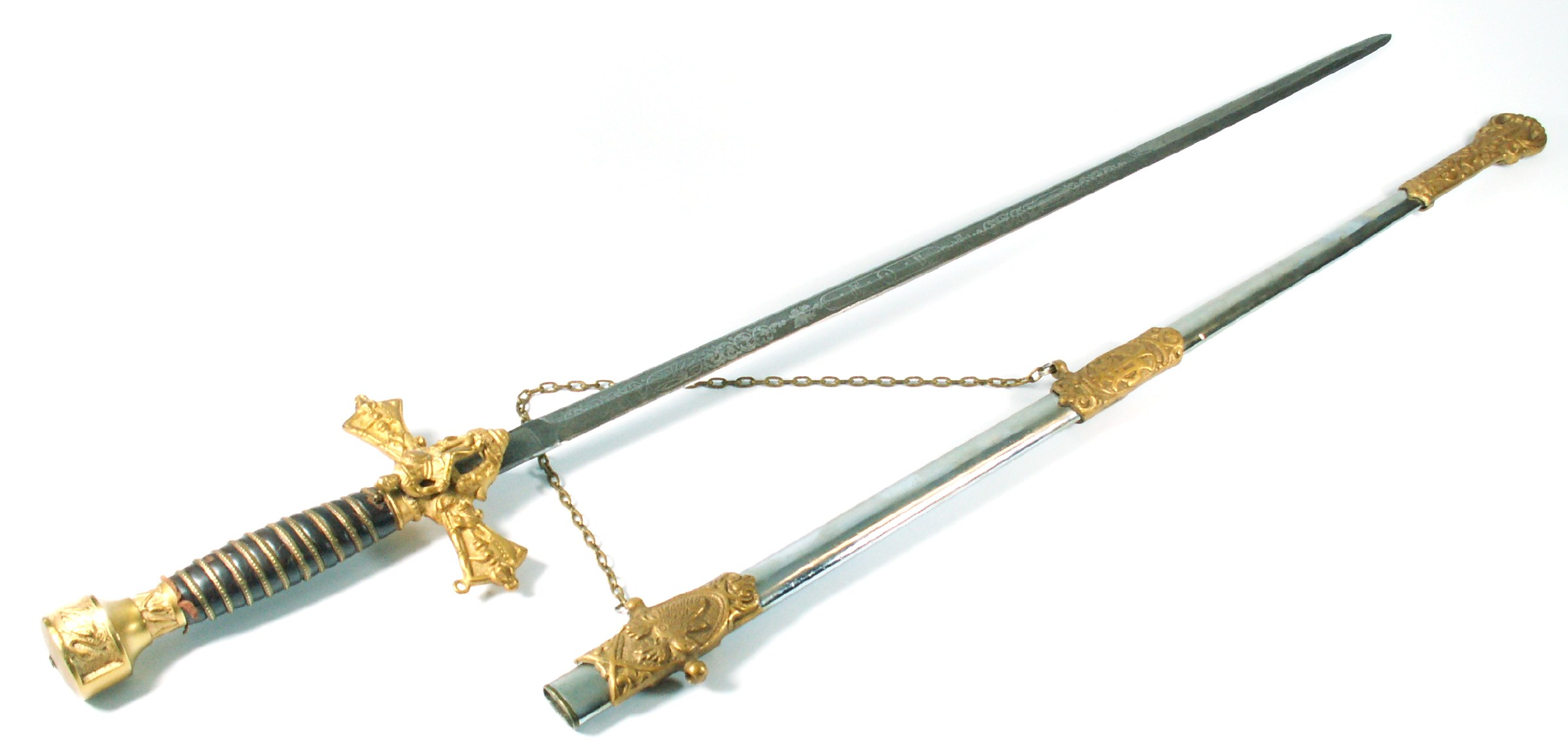
Svärd för ceremonibruk, Odd Fellows, Toronto, Kanada.

I Sanningens grad spelas scener upp där kandidaten får träffa Översteprästen Aaron. Kandidaten får lova att leva upp till ordens grundpelare, att besöka sjuka och att vara trogen brödraskapet. Sanningen presenteras som den tredje länken i Odd Fellows' symboliska kedja. Kandidaten får sitta mitt i rummet och repetera tecknen och symbolerna för de tidigare graderna medan dessa förklaras igen och knyts till ordens budskap. Kandidaten presenteras sedan för Sanningens grads symboler som är vågen, svärdet, bibeln timglaset och likkistan. I ett långt anförande presenteras Odd Fellows sanning, att man enas i broderskap under en allvetande Gud, förankrad i bibeln men inte i det Kristna budskapet utan i en tolkning unik för Odd Fellows. "Vi kan ha olika namn för vårt Högsta Väsende och namnet är vars och ens ensak, t.ex. Gud, Allah, Jahve eller ”den gudomliga gnistan i vårt inre” eller något annat. Det väsentliga är att vi erkänner detta Högsta Väsende."  Även för denna grad gäller eden om tysthet, att hjälpa brodern i nöd och att lyda ordens lagar och regler. Lösenordet för Sanningens grad är "Aaron". Det hemliga tecknet görs genom att vika in fingrarna på höger hand, sträcka ut lillfingret och lägga tummen uppåt, samt peka mot pannan med lillfingret, ett tecken på sanning och kunskap. Svarstecknet är att lägga höger hand över munnen med tummen uppåt. När ritualen slutförts leds den nya brodern av Sanningens grad till sin plats bland bröderna.
Även tidiga redogörelser för gradgivningarnas innehåll, tecken och lösenord bekräftar att de bärande delarna av ritualerna behållits över tid. Invigningsgraden är den som till störst del behållit sin ursprungliga form. 

## Källhänvisningar
1. ↑  http://www.oddfellowlogen117.org/pdf/AnsokanOddFellow.pdf Arkiverad 22 mars 2017 hämtat från the Wayback Machine. Odd Fellows ansökningsformulär, läst 2019-05-22]
2. 1 2 3  Ritualen i fulltext från 1989, läst 2019-05-22
3. 1 2 3  The Independant Order of Odd Fellows' Ritualistic, Secrets and Floor Work, Kongressbiblioteket, Läst 2019-05-22
4. 1 2  Revised Odd-fellowship illustrated: the complete revised ritual of the lodge, encampment, patriachs militant, and the Rebekah degrees, University of Californias bibliotek, läst 2019-05-23
5. 1 2 3  Gradritual för brödraloger, Odd Fellow orden Svenska storlogen
6. ↑   Odd Fellows "Pärm för bröder, s 3
7. ↑  [oddfellow.se/2b/uploads/1382/vart_hogsta_vasende.docx Odd Fellows, läst 2019-05-22]
8. ↑  Renunciation of Odd Fellowship and an Exposé of the signs, tokens, passwords and grips belonging to the Order of Odd Fellows together with the form of initiation and the five degrees, läst 2019-05-25